# Jan Zimmermann (football)
Pour les articles homonymes, voir Zimmermann.
Jan Zimmermann, né le 19 avril 1985 à Offenbach-sur-le-Main, est un ancien footballeur allemand évoluant au poste de gardien de but.

## Carrière
En été 2016, il signa un contrat au TSV 1860 Munich jusqu'en 2019.